# Costatrichia spinifera
Costatrichia spinifera är en nattsländeart som beskrevs av Oliver S. Flint Jr. 1970. Costatrichia spinifera ingår i släktet Costatrichia och familjen smånattsländor. Inga underarter finns listade i Catalogue of Life.